# Андреев, Божидар
Божидар Андреев (род. 17 января 1997 года) — болгарский тяжелоатлет, бронзовый призёр летних Олимпийских игр 2024 года, двукратный чемпион Европы 2019 и 2024 годов. Призёр чемпионатов мира и Европы. Чемпион юношеских Олимпийских игр 2014 года.  Почётный гражданин Софии (2024).

## Карьера
В 2014 году болгарский спортсмен одержал победу на летних юношеских играх в Нанкине в категории до 69 кг, показав сумму 300 кг. 
В 2015 году на чемпионате Европы среди юниоров стал победителем, с весом на штанге по сумме упражнений 317 кг.
На чемпионате Европы в 2016 году, в категории до 77 кг, занял итоговое 4-е место.
В 2018 году принял участие в чемпионате мира в Ашхабаде. Выступал в новой весовой категории до 73 кг. В результате стал 9-м, с весом на штанге по сумме двух упражнений — 335 кг. 
На чемпионате Европы 2019 года, в Батуми, болгарин завоевал золотую медаль с общим весом 345 кг. В упражнении толчок завоевал малую золотую медаль (192 кг), в рывке стал третьим (153 кг).
На предолимпийском чемпионате мира 2019 года, который проходил в Таиланде, болгарский спортсмен завоевал бронзовую медаль в весовой категории до 73 кг. Общий вес на штанге 346 кг. В упражнении рывок он стал вторым (157 кг), в толкании стал обладателем малой бронзовой медали (189 кг).
В 2022 году на чемпионате Европы, который проходил в Албании, болгарский спортсмен с результатом 343 килограмма по сумме двух упражнений завоевал бронзовую медаль. 
На чемпионате мира 2022 года в Боготе, в Колумбии в категории до 73 кг стал четвёртым по сумме двух упражнений с результатом 338 кг, также в его копилке малая серебряная медаль в рывке (154 кг).
В Ереване, на чемпионате Европы 2023 года, Божидар в категории до 73 кг, с результатом по сумме двух упражнений 332 кг занял итоговое четвёртое место. В упражнении рывок он стал обладателем малой бронзовой медали (151 кг).
В Саудовской Аравии, где состоялся Чемпионат мира по тяжёлой атлетике 2023 года, болгарский спортсмен в категории до 81 кг в упражнении "толчок" сумел завоевать малую серебряную медаль (195 кг), в "рывке" был шестым, а по итогам стал четвёртым (349 кг).
В феврале 2024 года на чемпионате Европы в Софии Божидар завоевал золотую медаль по сумме двух упражнений с результатом 348 кг и рекордом Европы. В отдельных упражнениях он также стал первым. 
На летних Олимпийских играх в Париже в 2024 году, в категории до 73 кг, Божидар завоевал бронзовую медаль с результатом по сумме двух упражнений — 344 кг, что на 10 кг меньше, чем у олимпийского чемпиона Ризки Джуниансиа.

## Достижения
Летние Олимпийские игры
| Результат | Вес       | Год  | Место соревнований | Рывок | Толчок | Общий вес |
| Бронза    | до 73 кг. | 2024 | Париж, Франция     | 154,0 | 190,0  | 344,0     |

Летние юношеские Олимпийские игры
| Результат | Вес       | Год  | Место соревнований | Рывок | Толчок | Общий вес |
| Золото    | до 69 кг. | 2014 | Нанкин, Китай      | 133,0 | 167,0  | 300,0     |

Чемпионат Европы
| Результат | Вес       | Год  | Место соревнований | Рывок | Толчок | Общий вес |
| Золото    | до 73 кг. | 2019 | Батуми, Грузия     | 153,0 | 192,0  | 345,0     |
| Бронза    | до 81 кг. | 2022 | Тирана, Албания    | 153,0 | 190,0  | 343,0     |
| Золото    | до 73 кг. | 2024 | София, Болгария    | 155,0 | 193,0  | 348,0     |

Чемпионат мира
| Результат | Вес       | Год  | Место соревнований | Рывок | Толчок | Общий вес |
| Бронза    | до 73 кг. | 2019 | Паттайя, Таиланд   | 157,0 | 189,0  | 346,0     |